# A Maker of Diamonds
A Maker of Diamonds (o A Maker of Diamonds; or, Fortune and Misfortune) è un cortometraggio muto del 1909 diretto da J. Stuart Blackton.

## Trama
Trama di Moving Picture World synopsis in (EN)  su IMDb

## Produzione
Il film fu prodotto dalla Vitagraph Company of America.

## Distribuzione
Distribuito dalla Vitagraph Company of America, il film - un cortometraggio di 149 metri - uscì nelle sale cinematografiche statunitensi il 19 giugno 1909.
Nelle proiezioni, veniva programmato con il sistema dello split reel, accorpato in un'unica bobina con un altro cortometraggio prodotto dalla Vitagraph, The Plot That Failed.